# رسائل الكرز
فيلم سوري أنتج سنة 2012. يتحدث الفيلم عن قصة حب بين شاب وفتاة من الجولان السوري المحتل لا تتكلل بالزواج بسبب قسوة الاحتلال، كما سينتقد الاحتلال والظروف الصعبة التي يفرضها على مواطني الجولان. يعتبر هذا الفيلم أول تجربة إخراجية خاضتها سلاف فواخرجي.

## وصف
وتدور أحداث الفيلم في الجولان السوري ، من خلال قصة حب تجمع شابًا مولود يوم جلاء القوات الفرنسية عن سوريا وفتاة من الجولان السوري ثم يبتعد عنها ليلتحق بحرب 1967. ثم تتوالى الحروب فيفترقانولا يلتقيان إلا في المشيب فيكون لقاؤهما فاترا.

## فريق العمل
- التأليف لنضال قوشحة ومن إخراج الفنانة سلاف فواخرجي.
- تمثيل:
  - محمود نصر (علاء)
  - دانا مارديني (سما)
  - غسان مسعود (عطا الله الحيفاوي)
  - أنطوانيت نجيب
  - جيانا عيد
  - ناصر مرقبي
  - جيرار أغباشيان
  - باسل حيدر.

## النشر في اليوتيوب
طرحت مخرجة الفيلم،سلاف فواخرجي، الفيلم عبر قناتها على اليوتيوب.

## وصلات خارجية
- رسائل الكرز على موقع قاعدة بيانات الأفلام العربية